# راسکیله
راسکیله (به لاتین: Roskilde) یک شهر در دانمارک است که در Roskilde Municipality واقع شده‌است.

## خصوصیات
راسکیله ۴۸٬۷۲۱ نفر جمعیت دارد.

## خواهرخوانده
شهرهای ابوظبی و گینیزنا خواهرخوانده‌های راسکیله هستند.

## نگارخانه

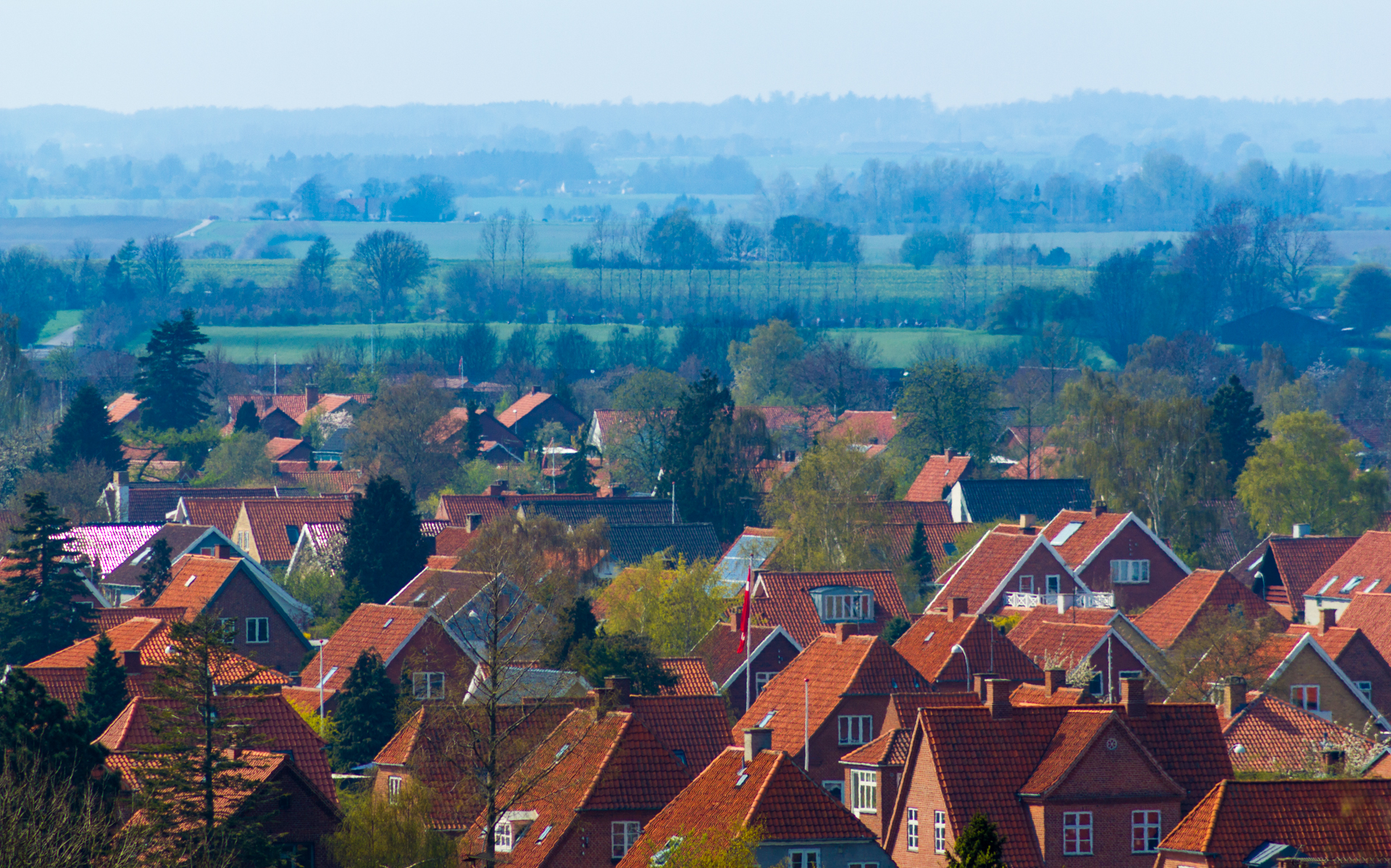
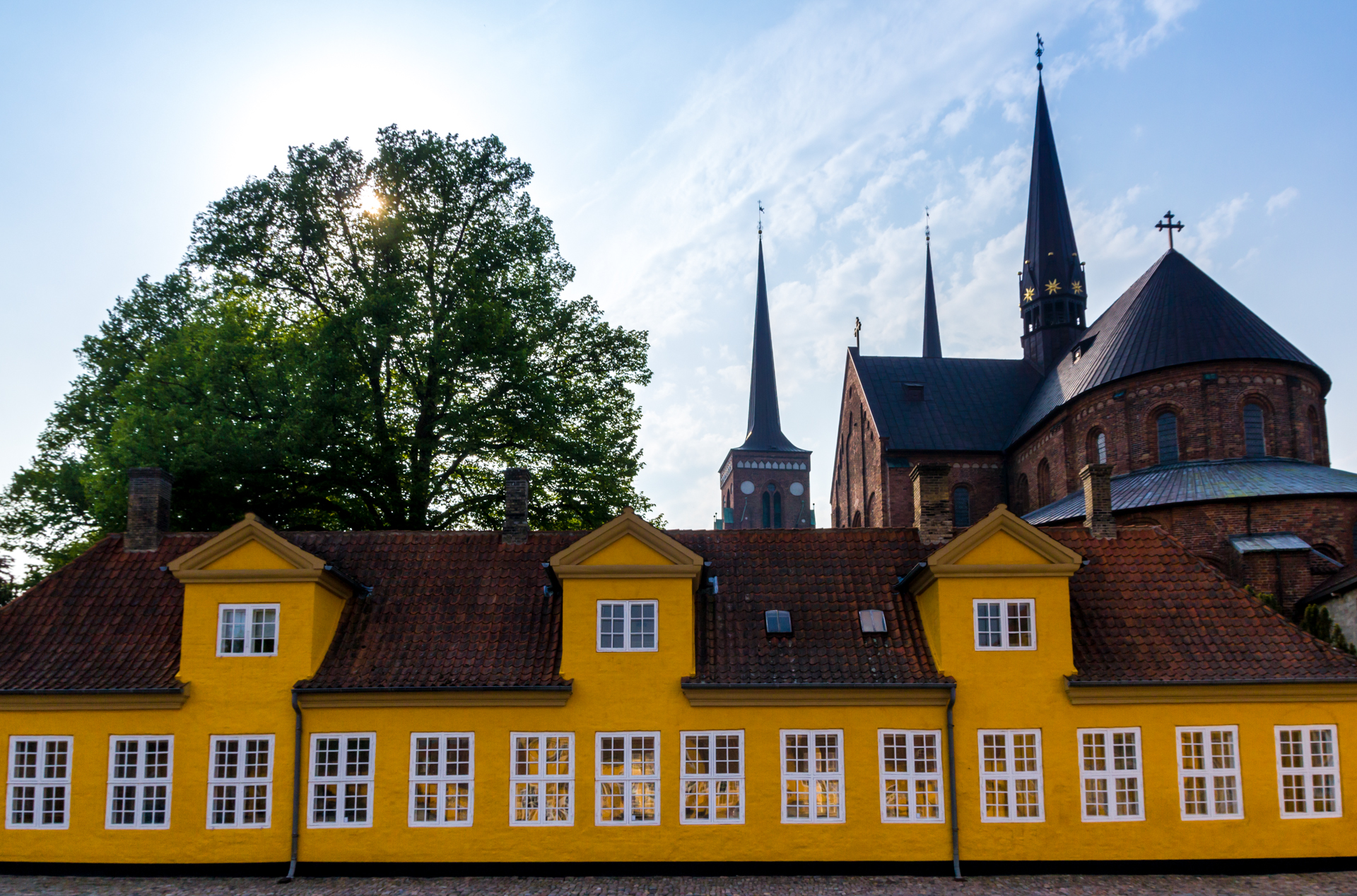